# Kaszta (władca Kusz)
Kaszta – władca kuszycki w latach 760–747 p.n.e. Brat i następca pierwszego potwierdzonego w źródłach historycznych króla Kusz Alary. Był ojcem Pianchiego, Szabaki, Abary, Peksater oraz Amenardis I. 
Stolicą królestwa za jego panowania była Napata. Podbił północną Nubię i rozpoczął ekspansję kuszycką na ziemie egipskie, uwieńczoną objęciem tronu przez jego syna Pianchiego, który zapoczątkował XXV dynastię kuszycką. Władza Kaszty sięgała na północy co najmniej do Asuanu, gdzie wystawiona została stela ku czci Chnuma z Elefantyny, na której znajduje się imię koronacyjne króla - MaatRe. Być może wpływy jego sięgały także do Tebaidy.
Ufundował stelę w świątyni Chnuma na Elefantynie.

## Tytulatura
| M23 · X1 | L2 · X1 |

| M23 · X1 | L2 · X1 |

| N5 | U1 | Aa11 |

| N5 | U1 | Aa11 |

| N5 | U1 | Aa11 |

| N5 | U1 | Aa11 |

| M23 · X1 | L2 · X1 |

| M23 · X1 | L2 · X1 |

| N5 | U1 | Aa11 |

| N5 | U1 | Aa11 |

| N5 | U1 | Aa11 |

| N5 | U1 | Aa11 |

| G39 | N5 |

| G39 | N5 |

| D28 | M8 | V13 |

| D28 | M8 | V13 |

| D28 | M8 | V13 |

| D28 | M8 | V13 |

| G39 | N5 |

| G39 | N5 |

| D28 | M8 | V13 |

| D28 | M8 | V13 |

| D28 | M8 | V13 |

| D28 | M8 | V13 |